# Elecciones estatales de São Paulo de 2018
Las elecciones estatales de São Paulo de 2018 fueron realizadas el 7 de octubre, como parte de las elecciones generales en el Distrito Federal y en los 26 estados, para elegir gobernador y vicegobernador, dos senadores y cuatro suplentes de senador, 70 diputados federales y 94 estatales. En la elección, el empresario y exalcalde de la capital João Doria (PSDB) terminó en primer lugar con el 31,77% de los votos, seguido por el entonces gobernador y candidato a la reelección Márcio França (PSB), con 21,53%. Como el primer puesto no logró más del 50% de los votos, una segunda vuelta fue realizada el 28 de octubre. Por un apretado margen de poco más de 700 mil votos, Doria fue elegido gobernador con 51,75%, y França quedó en segundo lugar con 48,25%.
Para el Senado federal, los diputados federales Major Olímpio (PSL) y Mara Gabrilli (PSDB) fueron elegidos para ocupar las bancas pertenecientes a Aloysio Nunes (PSDB, vacante interinamente ocupada por Airton Sandoval del MDB) y Marta Suplicy (sin partido). Ellos tuvieron, respectivamente, 25,81% y 18,59% de los votos. Eduardo Suplicy (PT), concejal de la capital paulista, quedó tercero con 13,32% de los votos, y el diputado federal Ricardo Tripoli (PSDB) en cuarto lugar con 9,00%.

## Candidatos

### Gobernador

Candidato más votado por municipio en la 1º vuelta (645 municipios):
João Dória (509 municipios, incluida la capital)
Márcio França (101 municipios)
Paulo Skaf (24 municipios)
Luiz Marinho (11 municipios)

Candidato más votado por municipio en la 2º vuelta (645 municipios):
João Dória (392 municipios)
Márcio França (251 municipios, incluida la capital)

- João Doria (PSDB): En el poder desde hace 24 años, el partido lanzó la candidatura del exalcalde de Sao Paulo João Doria, que necesitó vencer en las internas derrotando nombres como José Aníbal y Floriano Pesaro.[5][6] Su candidato a vice es el diputado federal Rodrigo García, de DEM.[6] Cuenta con el apoyo de cinco partidos: DEM, PSD,[7] PTC, PRB y PP.
- Márcio França (PSB): Actualmente en el poder, el PSB lanzó la candidatura a la reelección de Márcio França, exalcalde de San Vicente y actual gobernador de São Paulo. No hubo necesidad de hacer internas para definir la candidatura. França fue elegido vicegobernador en 2014 y asumió el gobierno del estado en abril con la renuncia del antecesor Geraldo Alckmin, que dejó el gobierno paulista para disputar la Presidencia de la República. Cuenta con el apoyo de quince partidos: PR,[8] PPS,[9] PV,[10] PPL, PHS,[11] PSC, PROS,[12] PMB, Solidaridad,[13] Podemos,[14] PRP,[15] PTB[16] y Patriota.[17] Su vice es la teniente coronel Eliane Nikoluk, del PR.
- Paulo Skaf (MDB): El MDB confirmó a Paulo Skaf como candidato en una convención celebrada el 28 de julio. Skaf es empresario y presidente de la Federación de las Industrias del Estado de São Paulo (FIESP). Ya fue candidato al gobierno paulista en 2014 por el partido, cuando recibió 4.594.708 votos.[18] La fórmula no cuenta con el apoyo de otros partidos, su vice es la teniente coronel Carla Basson.[19]
- Luiz Marinho (PT): El Partido de los Trabajadores poseía varios precandidatos hasta el final de 2017, siendo ellos el exalcalde de São Bernardo do Campo Luiz Marinho y el exalcalde de Guarulhos Elói Pietá. Marinho venció en las internas y fue lanzado como candidato. Contará con el apoyo del PCdoB, su vice será la profesora Ana Bock.[20]
- Prof. Claudio Fernando (PMN): El PMN resolvió lanzar la candidatura del presidente estatal y exsecretario de Puertos y Aeropuertos en Santos y secretario de Desarrollo Económico de Guarujá. Será la primera candidatura propia del partido para gobernador en el estado. Contará con el apoyo de Red de Sostenibilidad, que tendrá como vice a Roberto Campos.[21]
- Professora Lisete (PSOL): El PSOL se decidió por lanzar a Lisete Arelaro, profesora de la USP. Contará con el apoyo del PCB.[22][23]
- Toninho Ferreira (PSTU): Siguiendo proyecto de candidatura propia, el PSTU lanza a Toninho Ferreira para gobernador.[24][25]
- Rodrigo Tavares (PRTB):El PRTB apostará por la candidatura del abogado Rodrigo Tavares. Recibe apoyo del PSL.[26] Ya trabajó en diversas secretarías municipales de Guarulhos, como Salud, Gobierno, Cultura, Asistencia Social y Asuntos Jurídicos. También pasó por el Procon y por la Hacienda Pública del Estado de São Paulo. Su último cargo fue de Director de la Secretaría Municipal de Trabajo en Guarulhos.[27]
- Major Costa e Silva (DC): La Democracia Cristiana apostará por la candidatura del Mayor Costa e Silva al Gobierno del Estado.[28]
- Marcelo Cândido (PDT): El partido llegó a anunciar el apoyo a la candidatura de Márcio Francia,[29] pero el 5 de agosto oficializó la candidatura del exalcalde de Suzano Marcelo Cândido. La candidata a vice es Gleides Sodré.[29][30]
- Rogério Chequer (NOVO): El partido Nuevo apostará en la candidatura del creador del Movimiento Vem Pra Rua Rogério Chequer.[31]
- Edson Dorta/Lilian Miranda (PCO): El cartero disputó las elecciones 2016 como candidato a alcalde de Campinas fue elegido como candidato del partido al Gobierno del Estado. La candidata a vice será Lilian Miranda.[32] Pero el 11 de septiembre de 2018 fue considerado inelegible por el TRE.[33] Días después, el 17 de septiembre el partido registró la excandidata a la vice de Dorta Lilian Miranda como candidata al Gobierno de SP.[34]

| Candidato(a) a gobernador(a)                                    | Candidato(a) a gobernador(a)                                    | Candidato(a) a gobernador(a)                                    | Candidato(a) a vicegobernador(a)                                | Nº                                                              | Coalición/Partido | Coaliciones proporcionales/Partido | Tiempo de horario electoral |
| --------------------------------------------------------------- | --------------------------------------------------------------- | --------------------------------------------------------------- | --------------------------------------------------------------- | --------------------------------------------------------------- | --- | --- | --------------------------- |
|                                                                 |                                                                 | Professora Lisete PSOL                                          | Professor Maurício Costa PSOL                                   | 50                                                              | Sin Miedo de Cambiar São Paulo Sem Medo de Mudar São Paulo PSOL, PCB                                                              | Sin Miedo de Cambiar São Paulo Sem Medo de Mudar São Paulo PSOL, PCB                                                                              | 0:09                        |
|                                                                 |                                                                 | Lilian Miranda PCO                                              | Marcio Roberto Oliveira PCO                                     | 29                                                              | Partido de la Causa Obrera Partido da Causa Operária PCO                                                                          | Partido de la Causa Obrera Partido da Causa Operária PCO                                                                                          | 0:04                        |
|                                                                 |                                                                 | Major Costa e Silva DC                                          | Cabo Fátima DC                                                  | 27                                                              | Democracia Cristiana Democracia Cristã DC                                                                                         | Democracia Cristiana Democracia Cristã DC | 0:06                        |
|                                                                 |                                                                 | Márcio França PSB                                               | Coronel Eliane Nikoluk PR                                       | 40                                                              | São Paulo Confía y Avanza São Paulo Confia e Avança PSB, PR, PSC, PPS, PTB, PV, PODE, PMB, PHS, PPL, PRP, PATRI, PROS, SD, AVANTE | PSB, PTB, PPS, PSC PSB, PTB, PPS, PSC Unidos Por São Paulo PODE, PHS, PMB Partidos sin coalición PR / PV / PPL / PRP / PATRI / PROS / SD / AVANTE | 2:17                        |
|                                                                 |                                                                 | Rodrigo Tavares PRTB                                            | Jairo Glikson PRTB                                              | 28                                                              | São Paulo Encima de Todo, Dios Encima de Todos São Paulo Acima de Tudo, Deus Acima de Todos PRTB, PSL                             | Partido Renovador Laborista Brasileño PRTB Partido Social Liberal PSL                                                                             | 0:06                        |
|                                                                 |                                                                 | Rogério Chequer NOVO                                            | Andrea Menezes NOVO                                             | 30                                                              | Partido Nuevo Partido Novo NOVO                                                                                                   | Partido Nuevo Partido Novo NOVO | 0:04                        |
|                                                                 |                                                                 | Toninho Ferreira PSTU                                           | Ariana Gonçalves PSTU                                           | 16                                                              | Partido Socialista de los Trabajadores Unificado Partido Socialista dos Trabalhadores Unificado PSTU                              | Partido Socialista de los Trabajadores Unificado Partido Socialista dos Trabalhadores Unificado PSTU                                              | 0:04                        |
|                                                                 |                                                                 | Luiz Marinho PT                                                 | Ana Bock PT                                                     | 13                                                              | São Paulo de Trabajo y de Oportunidades São Paulo do Trabalho e de Oportunidades PT, PCdoB                                        | São Paulo de Trabajo y de Oportunidades São Paulo do Trabalho e de Oportunidades PT, PCdoB                                                        | 1:23                        |
|                                                                 |                                                                 | Paulo Skaf MDB                                                  | Tenente-Coronel Carla MDB                                       | 15                                                              | Movimiento Democrático Brasileño Movimento Democrático Brasileiro MDB                                                             | Movimiento Democrático Brasileño Movimento Democrático Brasileiro MDB                                                                             | 1:10                        |
|                                                                 |                                                                 | Marcelo Cândido PDT                                             | Gleides Sodré PDT                                               | 12                                                              | Partido Democrático Laborista Partido Democrático Trabalhista PDT                                                                 | Partido Democrático Laborista Partido Democrático Trabalhista PDT                                                                                 | 0:24                        |
|                                                                 |                                                                 | Prof. Cláudio Fernando PMN                                      | Roberto Campos REDE                                             | 33                                                              | Movilización Sustentable por São Paulo Mobilização Sustentável por São Paulo PMN, REDE                                            | Movilización Sustentable por São Paulo Mobilização Sustentável por São Paulo PMN, REDE                                                            | 0:09                        |
|                                                                 |                                                                 | João Doria PSDB                                                 | Rodrigo Garcia DEM                                              | 45                                                              | AceleraSP PSDB, DEM, PSD, PRB, PP, PTC                                                                                            | PSDB-PSD-DEM-PP PSDB, PSD, DEM, PP Partido Republicano Brasileño PRB Partido Laborista Cristiano PTC                                              | 2:58                        |
| Presentación de acuerdo con el orden de la propaganda electoral | Presentación de acuerdo con el orden de la propaganda electoral | Presentación de acuerdo con el orden de la propaganda electoral | Presentación de acuerdo con el orden de la propaganda electoral | Presentación de acuerdo con el orden de la propaganda electoral | Presentación de acuerdo con el orden de la propaganda electoral                                                                   | Presentación de acuerdo con el orden de la propaganda electoral                                                                                   | Sobras: 0:06                |

     Electo
     Candidato avanzó para la segunda vuelta
Rechazados
| Candidato(a) a gobernador(a) | Candidato(a) a gobernador(a) | Candidato(a) a gobernador(a) | Candidato(a) a vicegobernador(a) | Nº | Coalición/Partido                                        | Notas |
| ---------------------------- | ---------------------------- | ---------------------------- | -------------------------------- | -- | -------------------------------------------------------- | --- |
|                              |                              | Edson Dorta PCO              | Lilian Miranda PCO               | 29 | Partido de la Causa Obrera Partido da Causa Operária PCO | La candidatura de Dorta fue rechazada por el plenário del Tribunal Regional Electoral por 6 a 1 por no presentar las cuentas de las Elecciones de 2016. Su candidatura fue sustituida por la de Lilian Miranda, entonces vicecandidata. |

### Senador
- PSDB: El titular Aloysio Nunes Ferreira abdicó de su candidatura a la reelección para continuar en el cargo de ministro de Relaciones Exteriores. El partido lanzó a los diputados federales Mara Gabrilli y Ricardo Trípoli.
- DEM: Al principio el DEM llegó a anunciar la candidatura del presentador José Luiz Datena.[36] Después del mismo desistir de la disputa, el partido apoya las candidaturas del aliado PSDB.[37]
- MDB: La titular Marta Suplicy llegó a lanzar su candidatura a la reelección. Pero el 3 de agosto de 2018, abdicó de su candidatura y se desafiló del partido.[38] En el lanzamiento de la candidatura de Paulo Skaf se lanzó la candidatura de la psicóloga María Aparecida Pinto, Cidinha, presidenta del MDB Afro.[39] Después del desistimiento de Marta, el exalcalde de Araraquara Marcelo Barbieri asumió la vacante en la primera fórmula.[40]
- PT: El actual concejal de São Paulo, Eduardo Suplicy concurrirá a un mandato. Él estuvo en el Senado por 24 años. Junto con él concurre el exdiputado Jilmar Tatto.
- PV: El diputado federal Mendes Thame llegó a anunciar su candidatura al senado por el partido, pero la retiró para intentar la reelección la Cámara de Diputados.[10]
- PSTU: El partido lanzó para las dos bancas del Senado a Luiz Carlos Prates, el Mancha, y Eliana Ferreira.
- Patriota: En conjunto con el PSB lanzó al empresario Marcos Souza, conocido por Dateninha, pero desistió de la candidatura y declaró su apoyo a Mario Covas Neto.
- PSB: El partido lanzó para el Senado a la exatleta Maurren Maggi.
- PDT: El partido lanzó para el Senado el expresidente de la CGB Antônio Neto.
- PSL: Junto con el PRTB, el partido lanzó para el Senado al diputado federal Major Olímpio.
- Podemos: El partido lanzó para el Senado a Mário Covas Neto.[14]
- PRTB: Inicialmente el partido lanzó para el Senado al empresario Jair Andreoni. Después de que el partido se juntara con el PSL, la candidatura fue retirada.
- REDE: Junto con el PMN, lanzó para el Senado los nombres de Pedro Henrique de Cristo y Moira Lázaro.
- PSOL: Junto con el PCB, lanzó como candidatos a Silvia Ferraro y Daniel Cara.
- DC: El partido lanzó la candidatura al Senado del director del Sindicato de los Funcionarios Públicos del Municipio de Bertioga y delegado sindical Kaled.
- NOVO: Primero, lanzó para el Senado al empresario y profesor Christian Lohbauer, pero éste acabó yendo a la fórmula presidencial como candidato a vice de João Amoêdo. En su lugar, fue el productor rural Diogo da Luz.

| Candidato(a) a senador                                                   | Candidato(a) a senador                                                   | Candidato(a) a senador                                                   | Candidatos a suplente                                                    | Nº                                                                       | Coalición/Partido | Tiempo de horario electoral |
| ------------------------------------------------------------------------ | ------------------------------------------------------------------------ | ------------------------------------------------------------------------ | ------------------------------------------------------------------------ | ------------------------------------------------------------------------ | --- | --------------------------- |
|                                                                          |                                                                          | Moira Lázaro Mandato Coletivo REDE                                       | 1º: Nilza Camilo (REDE) 2º: Bruna Maria (REDE)                           | 180                                                                      | Movilización Sustentable por São Paulo Mobilização Sustentável por São Paulo PMN, REDE                                            | 0:07                        |
|                                                                          | Pedro Henrique de Cristo REDE                                            | 1º: Marcus do Preserve (REDE) 2º: Allen Ferraudo (REDE)                  | 188                                                                      |                                                                          | Movilización Sustentable por São Paulo Mobilização Sustentável por São Paulo PMN, REDE                                            | 0:07                        |
|                                                                          |                                                                          | Nivaldo Orlandi PCO                                                      | 1º: Angelina Dias (PCO) 2º: Ulisses Coelho (PCO)                         | 290                                                                      | Partido de la Causa Obrera Partido da Causa Operária PCO                                                                          | 0:03                        |
|                                                                          |                                                                          | Jair Andreoni PRTB                                                       | 1º: Alfredo Farina Júnior (PRTB) 2º: Reinaldo Castilho Pedroso (PRTB)    | 281                                                                      | São Paulo Encima de Todo, Dios Encima de Todos São Paulo Acima de Tudo, Deus Acima de Todos PRTB, PSL                             | 0:05                        |
|                                                                          |                                                                          | Major Olímpio PSL                                                        | 1º: Giordano (PSL) 2º: Astronauta Marcos Pontes (PSL)                    | 177                                                                      | São Paulo Encima de Todo, Dios Encima de Todos São Paulo Acima de Tudo, Deus Acima de Todos PRTB, PSL                             | 0:05                        |
|                                                                          |                                                                          | Cidinha MDB                                                              | 1º: Rodrigo Mandaliti (MDB) 2º: Maria Rita (MDB)                         | 151                                                                      | Movimiento Democrático Brasileño Movimento Democrático Brasileiro MDB                                                             | 0:55                        |
|                                                                          | Marcelo Barbieri MDB                                                     | 1º: Rodrigo Arenas (MDB) 2º: George (MDB)                                | 155                                                                      |                                                                          | Movimiento Democrático Brasileño Movimento Democrático Brasileiro MDB                                                             | 0:55                        |
|                                                                          |                                                                          | Diogo da Luz NOVO                                                        | 1º: Rodrigo Fonseca (NOVO) 2º: Daniel Kotez (NOVO)                       | 300                                                                      | Partido Nuevo Partido Novo NOVO                                                                                                   | 0:03                        |
|                                                                          |                                                                          | Professora Silvia Ferraro PSOL                                           | 1º: Jorge Paz (PSOL) 2º: Jucinaldo Azevedo (PSOL)                        | 500                                                                      | Sin Miedo de Cambiar São Paulo Sem Medo de Mudar São Paulo PSOL, PCB                                                              | 0:07                        |
|                                                                          | Educador Daniel Cara PSOL                                                | 1º: Professora Luciene Cavalcante (PSOL) 2º: Paulo Spina (PSOL)          | 505                                                                      |                                                                          | Sin Miedo de Cambiar São Paulo Sem Medo de Mudar São Paulo PSOL, PCB                                                              | 0:07                        |
|                                                                          |                                                                          | Mancha PSTU                                                              | 1º: César Raya (PSTU) 2º: Raquel Polla (PSTU)                            | 160                                                                      | Partido Socialista de los Trabajadores Unificado Partido Socialista dos Trabalhadores Unificado PSTU                              | 0:03                        |
|                                                                          | Dra. Eliana Ferreira PSTU                                                | 1º: Veruska Tenório (PSTU) 2º: Sérgio Koei (PSTU)                        | 161                                                                      |                                                                          | Partido Socialista de los Trabajadores Unificado Partido Socialista dos Trabalhadores Unificado PSTU                              | 0:03                        |
|                                                                          |                                                                          | Tripoli PSDB                                                             | 1º: Pastora Carlinda (PRB) 2º: João Jorge (PSDB)                         | 450                                                                      | AceleraSP PSDB, DEM, PSD, PRB, PP, PTC                                                                                            | 2:19                        |
|                                                                          | Mara Gabrilli PSDB                                                       | 1º: Alfredo Cotait Neto (PSD) 2º: Ivani Boscolo (PSD)                    | 457                                                                      |                                                                          | AceleraSP PSDB, DEM, PSD, PRB, PP, PTC                                                                                            | 2:19                        |
|                                                                          |                                                                          | Antonio Neto PDT                                                         | 1º: Augusta Raeffray (PDT) 2º: Maria Amélia (PDT)                        | 123                                                                      | Partido Democrático Laborista Partido Democrático Trabalhista PDT                                                                 | 0:19                        |
|                                                                          |                                                                          | Eduardo Suplicy PT                                                       | 1º: Chicão (PCdoB) 2º: Silvana Donatti (PT)                              | 131                                                                      | São Paulo de Trabajo y de Oportunidades São Paulo do Trabalho e de Oportunidades PT, PCdoB                                        | 1:05                        |
|                                                                          | Jilmar Tatto PT                                                          | 1º: Prof.ª Marilândia Frazão (PT) 2º: Dito (PT)                          | 132                                                                      |                                                                          | São Paulo de Trabajo y de Oportunidades São Paulo do Trabalho e de Oportunidades PT, PCdoB                                        | 1:05                        |
|                                                                          |                                                                          | Maurren Maggi PSB                                                        | 1º: Marco Souza Dateninha (PSB) 2º: José Brito de França (PV)            | 400                                                                      | São Paulo Confía y Avanza São Paulo Confia e Avança PSB, PR, PSC, PPS, PTB, PV, PODE, PMB, PHS, PPL, PRP, PATRI, PROS, SD, AVANTE | 1:47                        |
|                                                                          |                                                                          | Mário Covas Neto PODE                                                    | 1º: Raul Abreu (PODE) 2º: Ricardo Calvet (PODE)                          | 191                                                                      | São Paulo Confía y Avanza São Paulo Confia e Avança PSB, PR, PSC, PPS, PTB, PV, PODE, PMB, PHS, PPL, PRP, PATRI, PROS, SD, AVANTE | 1:47                        |
|                                                                          |                                                                          | Kaled DC                                                                 | 1º: Galdi (DC) 2º: Barreto (DC)                                          | 277                                                                      | Democracia Cristiana Democracia Cristã DC                                                                                         | [ c ]                       |
| Presentación de acuerdo con el orden de la propaganda electoral 1. 2. 3. | Presentación de acuerdo con el orden de la propaganda electoral 1. 2. 3. | Presentación de acuerdo con el orden de la propaganda electoral 1. 2. 3. | Presentación de acuerdo con el orden de la propaganda electoral 1. 2. 3. | Presentación de acuerdo con el orden de la propaganda electoral 1. 2. 3. | Presentación de acuerdo con el orden de la propaganda electoral 1. 2. 3.                                                          | Sobras: 0:07                |

     Electo (a)

## Encuestas de opinión

### 1º vuelta
| Fecha | Instituto         | Margen de error | Skaf (MDB) | Dória (PSDB) | França (PSB) | Marinho (PT) | Costa e Silva (DC) | Lisete (PSOL) | Chequer (NOVO) | Candido (PDT) | Fernando (PMN) | Rodrigo (PRTB) | Toninho (PSTU) | Lilian Miranda (PCO) | Blancos y Nulos | Indecisos |
| ----- | ----------------- | --------------- | ---------- | ------------ | ------------ | ------------ | ------------------ | ------------- | -------------- | ------------- | -------------- | -------------- | -------------- | -------------------- | --------------- | --------- |
| 14/08 | RealTime Big Data | ±2%             | 25%        | 23%          | 6%           | 4%           | 0%                 | 2%            | 1%             | 0%            | 0%             | 0%             | 0%             | 0%                   | 22%             | 17%       |
| 20/08 | IBOPE             | ±3%             | 18%        | 20%          | 5%           | 4%           | 3%                 | 2%            | 0%             | 1%            | 1%             | 1%             | 1%             | 0%                   | 29%             | 15%       |
| 22/08 | Datafolha         | ±2%             | 20%        | 25%          | 4%           | 4%           | 2%                 | 2%            | 1%             | 1%            | 1%             | 1%             | 1%             | 0%                   | 26%             | 11%       |
| 06/09 | Datafolha         | ±2%             | 23%        | 25%          | 8%           | 5%           | 2%                 | 2%            | 1%             | 1%            | 1%             | 1%             | 1%             | 0%                   | 22%             | 8%        |
| 10/09 | IBOPE             | ±3%             | 22%        | 21%          | 8%           | 5%           | 2%                 | 1%            | 1%             | 1%            | 1%             | 1%             | 1%             | 0%                   | 24%             | 13%       |
| 18/09 | IBOPE             | ±3%             | 24%        | 23%          | 9%           | 8%           | 2%                 | 2%            | 1%             | 1%            | 1%             | 1%             | 1%             | 0%                   | 17%             | 11%       |
| 20/09 | Datafolha         | ±2%             | 22%        | 26%          | 11%          | 6%           | 2%                 | 2%            | 1%             | 1%            | 1%             | 1%             | 1%             | 1%                   | 22%             | 8%        |
| 24/09 | IBOPE             | ±3%             | 24%        | 22%          | 12%          | 6%           | 4%                 | 2%            | 1%             | 1%            | 1%             | 1%             | 1%             | 1%                   | 18%             | 7%        |
| 28/09 | Datafolha         | ±2%             | 22%        | 25%          | 14%          | 5%           | 3%                 | 2%            | 1%             | 1%            | 1%             | 1%             | 1%             | 1%                   | 15%             | 8%        |
| 03/10 | IBOPE             | ±2%             | 21%        | 24%          | 14%          | 8%           | 3%                 | 1%            | 1%             | 1%            | 1%             | 1%             | 0%             | 0%                   | 14%             | 11%       |
| 04/10 | Datafolha         | ±2%             | 22%        | 26%          | 16%          | 6%           | 2%                 | 3%            | 1%             | 1%            | 1%             | 2%             | 1%             | 1%                   | 11%             | 8%        |
| 06/10 | IBOPE             | ±2%             | 24%        | 26%          | 14%          | 6%           | 3%                 | 2%            | 1%             | 1%            | 0%             | 1%             | 1%             | 1%                   | 11%             | 9%        |
| 06/10 | Datafolha         | ±2%             | 21%        | 27%          | 16%          | 6%           | 4%                 | 2%            | 1%             | 1%            | 1%             | 2%             | 0%             | 0%                   | -%              | -%        |

### 2º vuelta
Solo votos válidos
| Fecha | Instituto          | Margen de error | Dória (PSDB) | França (PSB) |
| ----- | ------------------ | --------------- | ------------ | ------------ |
| 15/10 | Paraná Pesquisas   | ±2%             | 52,3%        | 47,7%        |
| 17/10 | IBOPE              | ±3%             | 52%          | 48%          |
| 18/10 | Datafolha          | ±3%             | 53%          | 47%          |
| 22/10 | Paraná Pesquisas   | ±2%             | 54,1%        | 45,9%        |
| 23/10 | IBOPE              | ±3%             | 53%          | 47%          |
| 25/10 | Datafolha          | ±2%             | 52%          | 48%          |
| 26/10 | Real Time Big Data | ±2%             | 50%          | 50%          |
| 27/10 | IBOPE              | ±2%             | 50%          | 50%          |
| 27/10 | Datafolha          | ±2%             | 49%          | 51%          |

## Debates televisados

### Para gobernador

#### 1º vuelta
Los candidatos Toninho Ferreira (PSTU), Mayor Costa e Silva (DC), Edson Dorta/Lilian Miranda (PCO), Rogério Chequer (NOVO) y Claudio Fernando (PMN) no fueron invitados a los debates realizados.
| Fecha        | Organizadores                              | Mediador                                 | Doria (PSDB) | Skaf (MDB) | França (PSB) | Marinho (PT) | Lisete (PSOL) | Cândido (PDT) | Tavares (PRTB) |
| ------------ | ------------------------------------------ | ---------------------------------------- | ------------ | ---------- | ------------ | ------------ | ------------- | ------------- | -------------- |
| 16/08, 22h   | Band São Paulo, BandNews TV                | Fabio Pannunzio                          | Presente     | Presente   | Presente     | Presente     | Presente      | Presente      | Presente       |
| 24/08, 22h   | RedeTV! São Paulo                          | Amanda Klein, Bóris Casoy, Mariana Godoy | Presente     | Presente   | Presente     | Presente     | Presente      | Presente      | Presente       |
| 16/09, 18h   | TV Gazeta, O Estado de S. Paulo, Jovem Pan | Maria Lydia Flândoli                     | Presente     | Presente   | Presente     | Presente     | Presente      | Presente      | Presente       |
| 19/09, 17h45 | SBT São Paulo, Folha de S. Paulo, UOL      | Carlos Nascimento                        | Presente     | Presente   | Presente     | Presente     | Presente      | Presente      | Presente       |
| 29/09, 13h   | RecordTV São Paulo, R7                     | Reinaldo Gottino                         | Presente     | Presente   | Presente     | Presente     | Presente      | Presente      | Presente       |
| 02/10, 22h05 | TV Globo São Paulo, G1, GloboNews          | César Tralli                             | Presente     | Presente   | Presente     | Presente     | Presente      | Presente      | Presente       |

#### 2º vuelta
| Fecha        | Organizadores                              | Mediador             | Doria (PSDB) | França (PSB) |
| ------------ | ------------------------------------------ | -------------------- | ------------ | ------------ |
| 18/10, 22h30 | Band São Paulo, BandNews TV                | Fábio Pannunzio      | Presente     | Presente     |
| 19/10, 13h30 | RecordTV São Paulo, R7                     | Reinaldo Gottino     | Presente     | Presente     |
| 21/10, 18h   | TV Gazeta, O Estado de S. Paulo, Jovem Pan | Maria Lydia Flândoli | Cancelado    | Cancelado    |
| 23/10, 17h45 | SBT São Paulo, Folha de S.Paulo, UOL       | Carlos Nascimento    | Presente     | Presente     |
| 25/10, 22h05 | TV Globo São Paulo, G1, GloboNews          | César Tralli         | Presente     | Presente     |

### Para senador
Fueron llamados los 7 más bien posicionados en la encuesta de fecha de la intención de voto del 6 de septiembre.
| Fecha      | Organizadores     | Mediador                       | Suplicy (PT) | Covas (PODE) | Olímpio (PSL) | Mara (PSDB) | Maurren (PSB) | Tripoli (PSDB) | Cidinha (MDB) |
| ---------- | ----------------- | ------------------------------ | ------------ | ------------ | ------------- | ----------- | ------------- | -------------- | ------------- |
| 20/09, 13h | RedeTV! São Paulo | Mauro Tagliaferri e Erica Reis | Presente     | Presente     | Presente      | Presente    | Ausente       | Presente       | Presente      |

## Resultados

### Gobernador
| Candidato(a)                 | Vice                            | Primera vuelta 7 de octubre de 2018 | Primera vuelta 7 de octubre de 2018 | Segunda vuelta 28 de octubre de 2018 | Segunda vuelta 28 de octubre de 2018 |
| Candidato(a)                 | Vice                            | Total                               | Porcentaje                          | Total                                | Porcentaje                           |
| ---------------------------- | ------------------------------- | ----------------------------------- | ----------------------------------- | ------------------------------------ | ------------------------------------ |
| João Doria (PSDB)            | Rodrigo Garcia (DEM)            | 6.431.555                           | 31,77%                              | 10.990.350                           | 51,75%                               |
| Márcio França (PSB)          | Coronel Eliane Nikoluk (PR)     | 4.358.998                           | 21,53%                              | 10.248.740                           | 48,25%                               |
| Paulo Skaf (MDB)             | Tenente-Coronel Carla (MDB)     | 4.269.865                           | 21,09%                              | No participaron                      | No participaron                      |
| Luiz Marinho (PT)            | Ana Bock (PT)                   | 2.563.922                           | 12,66%                              | No participaron                      | No participaron                      |
| Major Costa e Silva (DC)     | Cabo Fátima (DC)                | 747.462                             | 3,69%                               | No participaron                      | No participaron                      |
| Rogério Chequer (NOVO)       | Andrea Menezes (NOVO)           | 673.102                             | 3,32%                               | No participaron                      | No participaron                      |
| Rodrigo Tavares (PRTB)       | Jairo Glikson (PRTB)            | 649.729                             | 3,21%                               | No participaron                      | No participaron                      |
| Professora Lisete (PSOL)     | Professor Maurício Costa (PSOL) | 507.236                             | 2,51%                               | No participaron                      | No participaron                      |
| Marcelo Cândido (PDT)        | Gleides Sodré (PDT)             | 323.235                             | 0,00%                               | No participaron                      | No participaron                      |
| Prof. Claudio Fernando (PMN) | Roberto Campos (REDE)           | 28.666                              | 0,14%                               | No participaron                      | No participaron                      |
| Toninho Ferreira (PSTU)      | Ariana Gonçalves (PSTU)         | 16.202                              | 0,08%                               | No participaron                      | No participaron                      |
| Lilian Miranda (PCO)         | Marcio Roberto (PCO)            | 7.035                               | 0,00%                               | No participaron                      | No participaron                      |
| → Total de votos válidos     | → Total de votos válidos        | 20.246.737                          | 78,09%                              | 21.239.090                           | 82,20%                               |
| → Votos en blanco            | → Votos en blanco               | 1.801.747                           | 6,95%                               | 1.054.978                            | 4,08%                                |
| → Votos nulos                | → Votos nulos                   | 3.549.601                           | 13,69%                              | 3.543.394                            | 13,71%                               |
| → Votos anulados             | → Votos anulados                | 330.270                             | 1,27%                               | 0                                    | 0%                                   |
| Total                        | Total                           | 25.928.355                          | 78,48%                              | 25.837.462                           | 78,22%                               |
| Abstenciones                 | Abstenciones                    | 7.111.052                           | 21,52%                              | 7.195.323                            | 21,78%                               |
| Electorado apto              | Electorado apto                 | 33.032.372                          | 33.032.372                          | 33.032.785                           | 33.032.785                           |

### Senador
Los candidatos Jair Andreoni (PRTB), Kaled (DC) y Nivaldo Orlandi (PCO) no tuvieron sus votos calculados debido a problemas en sus candidaturas ante el TSE.
| Candidato(a)                    | Turno único 7 de octubre de 2018 | Turno único 7 de octubre de 2018 |
| Candidato(a)                    | Total                            | Porcentaje                       |
| ------------------------------- | -------------------------------- | -------------------------------- |
| Major Olímpio (PSL)             | 9.039.717                        | 25,81%                           |
| Mara Gabrilli (PSDB)            | 6.513.282                        | 18,59%                           |
| Eduardo Suplicy (PT)            | 4.667.565                        | 13,32%                           |
| Ricardo Tripoli (PSDB)          | 3.154.058                        | 9,00%                            |
| Maurren Maggi (PSB)             | 2.979.856                        | 8,51%                            |
| Mário Covas Neto (PODE)         | 2.217.983                        | 6,07%                            |
| Jilmar Tatto (PT)               | 2.103.377                        | 6,00%                            |
| Diogo da Luz (NOVO)             | 1.778.884                        | 5,08%                            |
| Cidinha (MDB)                   | 587.859                          | 1,68%                            |
| Silvia Ferraro (PSOL)           | 543.583                          | 1,55%                            |
| Daniel Cara (PSOL)              | 440.118                          | 1,26%                            |
| Marcelo Barbieri (MDB)          | 386.880                          | 1,10%                            |
| Antonio Neto (PDT)              | 358.432                          | 1,02%                            |
| Jair Andreoni (PRTB)            | 145.944                          | 0,00%                            |
| Pedro Henrique de Cristo (REDE) | 136.466                          | 0,39%                            |
| Kaled (DC)                      | 134.266                          | 0,00%                            |
| Moira Lázaro (REDE)             | 129.146                          | 0,37%                            |
| Eliana Ferreira (PSTU)          | 60.731                           | 0,17%                            |
| Mancha (PSTU)                   | 21.183                           | 0,06%                            |
| Nivaldo Orlandi (PCO)           | 7.419                            | 0,00%                            |
| → Total de votos válidos        | 35.029.120                       | 67,57%                           |
| → Votos en blanco               | 5.599.960                        | 10,80%                           |
| → Votos nulos                   | 11.071.875                       | 21,36%                           |
| → Votos anulados                | 141.685                          | 0,27%                            |
| Total                           | 25.921.320                       | 78,47%                           |
| Abstenciones                    | 7.111.052                        | 21,53%                           |
| Electorado apto                 | 33.032.372                       | 33.032.372                       |

### Diputados federales electos
Se relacionan los candidatos electos con informaciones complementarias de la Cámara de Diputados. El cociente electoral de la elección para diputado federal en esta elección fue de 299.943 votos. Con eso, la elección se vuelve histórica pues el candidato Eduardo Bolsonaro se convirtió en el diputado federal más votado de la historia con 1.843.735 votos, superando la votación obtenida por Enéas Carneiro en las elecciones del 2002.
| Diputados federales electos         | Partido | Votación  | Porcentaje | Ciudad donde nació    | Unidad federativa    |
| Eduardo Bolsonaro                   | PSL     | 1.843.735 | 8,74%      | Río de Janeiro        | Río de Janeiro       |
| Joice Hasselmann                    | PSL     | 1.078.666 | 5,11%      | Ponta Grossa          | Paraná               |
| Celso Russomanno                    | PRB     | 521.728   | 2,47%      | São Paulo             | São Paulo            |
| Kim Kataguiri                       | DEM     | 465.310   | 2,20%      | Salto                 | São Paulo            |
| Tiririca                            | PR      | 453.855   | 2,15%      | Itapipoca             | Ceará                |
| Tabata Amaral                       | PDT     | 264.450   | 1,24%      | São Paulo             | São Paulo            |
| Katia Sastre                        | PR      | 264.013   | 1,24%      | São Paulo             | São Paulo            |
| Sâmia Bomfim                        | PSOL    | 249.877   | 1,18%      | Presidente Prudente   | São Paulo            |
| Capitão Augusto                     | PR      | 242.327   | 1,15%      | Ourinhos              | São Paulo            |
| Marco Feliciano                     | PODE    | 239.784   | 1,14%      | Orlândia              | São Paulo            |
| Baleia Rossi                        | MDB     | 214.042   | 1,01%      | São Paulo             | São Paulo            |
| Vinicius Poit                       | NOVO    | 207.118   | 0,99%      | São Bernardo do Campo | São Paulo            |
| Luíza Erundina                      | PSOL    | 176.883   | 0,83%      | Uiraúna               | Paraíba              |
| Renata Abreu                        | PODE    | 161.239   | 0,76%      | São Paulo             | São Paulo            |
| Rui Falcão                          | PT      | 158.389   | 0,75%      | Pitangui              | Minas Gerais         |
| Alexandre Frota                     | PSL     | 155.522   | 0,74%      | Río de Janeiro        | Río de Janeiro       |
| Ivan Valente                        | PSOL    | 155.334   | 0,74%      | São Paulo             | São Paulo            |
| Marcos Pereira                      | PRB     | 139.165   | 0,67%      | Linhares              | Espírito Santo       |
| Carlos Zarattini                    | PT      | 137.909   | 0,65%      | São Paulo             | São Paulo            |
| Marco Bertaiolli                    | PSD     | 137.628   | 0,65%      | Mogi das Cruzes       | São Paulo            |
| Márcio Alvino                       | PR      | 135.844   | 0,64%      | São Paulo             | São Paulo            |
| Guilherme Mussi                     | PP      | 134.301   | 0,63%      | Curitiba              | Paraná               |
| Arnaldo Jardim                      | PPS     | 132.363   | 0,63%      | Altinópolis           | São Paulo            |
| Alex Manente                        | PPS     | 127.366   | 0,60%      | São Bernardo do Campo | São Paulo            |
| Bruna Furlan                        | PSDB    | 126.847   | 0,60%      | São Paulo             | São Paulo            |
| Carlos Sampaio                      | PSDB    | 125.666   | 0,59%      | Campinas              | São Paulo            |
| Nilto Tatto                         | PT      | 124.281   | 0,59%      | Frederico Westphalen  | Río Grande del Sur   |
| Ricardo Izar                        | PP      | 121.869   | 0,58%      | São Paulo             | São Paulo            |
| Vítor Lippi                         | PSDB    | 120.529   | 0,57%      | Sorocaba              | São Paulo            |
| Tenente Derrite                     | PP      | 119.034   | 0,56%      | Sorocaba              | São Paulo            |
| Cezinha de Madureira                | PSD     | 119.024   | 0,56%      | Ipiau                 | São Paulo            |
| Fausto Pinato                       | PP      | 118.684   | 0,56%      | Fernandópolis         | São Paulo            |
| Luiz Philippe de Orléans e Bragança | PSL     | 118.457   | 0,56%      | Río de Janeiro        | Río de Janeiro       |
| Alexandre Leite                     | DEM     | 116.416   | 0,55%      | São Paulo             | São Paulo            |
| Paulo Freire Costa                  | PR      | 116.416   | 0,52%      | São Paulo             | São Paulo            |
| Enrico Misasi                       | PV      | 108.038   | 0,51%      | São Paulo             | São Paulo            |
| Rosana Valle                        | PSB     | 106.100   | 0,50%      | Santos                | São Paulo            |
| Samuel Moreira                      | PSDB    | 103.215   | 0,49%      | Governador Valadares  | Minas Gerais         |
| Vanderlei Macris                    | PSDB    | 102.708   | 0,48%      | Americana             | São Paulo            |
| Rodrigo Agostinho                   | PSB     | 100.179   | 0,47%      | Cafelândia            | São Paulo            |
| Jefferson Campos                    | PSB     | 99.974    | 0,47%      | Ourinhos              | São Paulo            |
| David Soares                        | DEM     | 99.865    | 0,47%      | Río de Janeiro        | Río de Janeiro       |
| Coronel Tadeu                       | PSL     | 98.373    | 0,47%      | São Paulo             | São Paulo            |
| Vinicius Carvalho                   | PRB     | 97.862    | 0,46%      | Río de Janeiro        | Río de Janeiro       |
| Eduardo Cury                        | PSDB    | 94.282    | 0,45%      | São José dos Campos   | São Paulo            |
| Miguel Lombardi                     | PR      | 93.093    | 0,44%      | Limeira               | São Paulo            |
| Eli Corrêa Filho                    | DEM     | 92.257    | 0,44%      | São Paulo             | São Paulo            |
| Gilberto Nascimento                 | PSC     | 91.797    | 0,44%      | São Paulo             | São Paulo            |
| Geninho Zuliani                     | DEM     | 89.378    | 0,42%      | Ribeirão Preto        | São Paulo            |
| Alexandre Padilha                   | PT      | 87.576    | 0,42%      | Ribeirão Pires        | São Paulo            |
| Arlindo Chinaglia                   | PT      | 87.449    | 0,41%      | Serra Azul            | São Paulo            |
| Professor Luiz Flávio Gomes         | PSB     | 86.433    | 0,41%      | Sud Mennucci          | São Paulo            |
| Roberto Alves                       | PRB     | 82.097    | 0,39%      | Taubaté               | São Paulo            |
| Junior Bozzella                     | PSL     | 78.712    | 0,37%      | Santos                | São Paulo            |
| Paulo Teixeira                      | PT      | 78.512    | 0,37%      | Águas da Prata        | São Paulo            |
| Milton Vieira                       | PRB     | 77.413    | 0,37%      | Iepê                  | São Paulo            |
| Carla Zambelli                      | PSL     | 76.306    | 0,37%      | Ribeirão Preto        | São Paulo            |
| Paulinho da Força                   | SD      | 75.613    | 0,36%      | Porecatu              | Paraná               |
| Luiz Carlos Motta                   | PR      | 75.218    | 0,36%      | Ribeirão Preto        | São Paulo            |
| General Peternelli                  | PSL     | 74.190    | 0,35%      | Ribeirão Preto        | São Paulo            |
| Maria Rosas                         | PRB     | 71.745    | 0,34%      | Angra dos Reis        | Río de Janeiro       |
| Vicentinho                          | PT      | 70.645    | 0,33%      | Santa Cruz            | Río Grande del Norte |
| Abou Anni                           | PSL     | 69.256    | 0,32%      | São Paulo             | São Paulo            |
| Alencar Santana                     | PT      | 67.892    | 0,32%      | Guarulhos             | São Paulo            |
| Orlando Silva                       | PCdoB   | 64.822    | 0,31%      | Salvador              | Bahía                |
| Adriana Ventura                     | NOVO    | 64.341    | 0,30%      | São Paulo             | São Paulo            |
| Roberto de Lucena                   | PODE    | 56.033    | 0,26%      | Santa Isabel          | São Paulo            |
| Herculano Passos                    | MDB     | 49.653    | 0,24%      | Itu                   | São Paulo            |
| Alexis Fonteyne                     | NOVO    | 45.298    | 0,21%      | Campinas              | São Paulo            |
| Guiga Peixoto                       | PSL     | 31.718    | 0,15%      | Tatuí                 | São Paulo            |

### Diputados estatales electos
Se eligieron 94 diputados estatales para la Asamblea Legislativa de São Paulo. La elección fue marcada por el récord de votos de Janaína Paschoal, con más de 2 millones de votos, siendo la diputada estatal más votada en la historia. Además de ser la primera vez que entra una diputada transexual, Erica Malunguinho, y también una bancada colectiva, en la figura de Mónica Bancada Ativista.
| DIputados estatales electos   | Partido | Votación  | Porcentaje | Ciudad donde nació      | Unidad federativa   |
| Janaína Paschoal              | PSL     | 2.060.786 | 9,88%      | São Paulo               | São Paulo           |
| Arthur Moledo do Val          | DEM     | 478.280   | 2,29%      | São Paulo               | São Paulo           |
| Carlos Giannazi               | PSOL    | 218.705   | 1,05%      | São Paulo               | São Paulo           |
| Coronel Telhada               | PP      | 214.445   | 1,03%      | São Paulo               | São Paulo           |
| Gil Diniz                     | PSL     | 214.037   | 1,03%      | Serra Talhada           | Pernambuco          |
| Daniel José                   | NOVO    | 183.480   | 0,88%      | Bragança Paulista       | São Paulo           |
| Jorge Wilson                  | PRB     | 177.414   | 0,86%      | Bauru                   | São Paulo           |
| Caio França                   | PSB     | 162.166   | 0,85%      | Santos                  | São Paulo           |
| Delegado Olim                 | PP      | 161.569   | 0,78%      | São Paulo               | São Paulo           |
| Mônica Cristina Seixas Bonfim | PSOL    | 149.844   | 0,72%      | Mogi das Cruzes         | São Paulo           |
| Edmir Chedid                  | DEM     | 135.991   | 0,65%      | Campinas                | São Paulo           |
| Major Mecca                   | PSL     | 131.531   | 0,63%      | Osasco                  | São Paulo           |
| Heni Ozi Cukier               | NOVO    | 130.214   | 0,62%      | São Paulo               | São Paulo           |
| André do Prado                | PR      | 123.313   | 0,59%      | Guararema               | São Paulo           |
| Alex de Madureira             | PSD     | 118.294   | 0,57%      | Piracicaba              | São Paulo           |
| Professor Kenny               | PP      | 117.567   | 0,56%      | Cubatão                 | São Paulo           |
| Marta Costa                   | PSD     | 117.159   | 0,56%      | São Paulo               | São Paulo           |
| Conte Lopes                   | PP      | 116.806   | 0,56%      | São Paulo               | São Paulo           |
| Campos Machado                | PTB     | 115.580   | 0,55%      | Cerqueira César         | São Paulo           |
| Carlos Cezar                  | PSB     | 115.556   | 0,55%      | Douradina               | Paraná              |
| Cauê Macris                   | PSDB    | 114.460   | 0,55%      | Americana               | São Paulo           |
| Reinaldo Alguz                | PV      | 114.352   | 0,55%      | Tupã                    | São Paulo           |
| Analice Fernandes             | PSDB    | 110.089   | 0,53%      | Jales                   | São Paulo           |
| Bruno Ganem                   | PODE    | 106.203   | 0,51%      | São Paulo               | São Paulo           |
| Milton Leite Filho            | DEM     | 105.492   | 0,51%      | São Paulo               | São Paulo           |
| Bruno Lima                    | PSL     | 103.823   | 0,50%      | São Paulo               | São Paulo           |
| Fernando Cury                 | PPS     | 99.815    | 0,48%      | Botucatu                | São Paulo           |
| Daniel Soares                 | DEM     | 97.330    | 0,47%      | Río de Janeiro          | Río de Janeiro      |
| Barba                         | PT      | 91.394    | 0,44%      | Água Boa                | Minas Gerais        |
| Carla Morando                 | PSDB    | 89.636    | 0,43%      | São Caetano do Sul      | São Paulo           |
| Rogério Nogueira              | DEM     | 89.040    | 0,43%      | Indaiatuba              | São Paulo           |
| Barros Munhoz                 | PSB     | 87.494    | 0,42%      | São Paulo               | São Paulo           |
| Bebel Noronha                 | PT      | 87.169    | 0,42%      | Pirassununga            | São Paulo           |
| Rodrigo Gambale               | PSL     | 86.981    | 0,42%      | Mogi das Cruzes         | São Paulo           |
| Enio Tatto                    | PT      | 86.744    | 0,42%      | Frederico Westphalen    | Río Grande del Sur  |
| Altair Moraes                 | PRB     | 86.230    | 0,41%      | Recife                  | Pernambuco          |
| Luiz Fernando                 | PT      | 85.271    | 0,41%      | Águas da Prata          | São Paulo           |
| Cézar Marmo                   | PSDB    | 84.657    | 0,41%      | Osasco                  | São Paulo           |
| Edna Macedo                   | PRB     | 84.144    | 0,40%      | Rio das Flores          | Río de Janeiro      |
| Jorge Luis Caruso             | MDB     | 83.758    | 0,40%      | São Paulo               | São Paulo           |
| Gilmaci Santos                | PRB     | 82.678    | 0,40%      | Dourados                | Mato Grosso del Sur |
| Itamar Borges                 | MDB     | 82.185    | 0,39%      | Santa Fé do Sul         | São Paulo           |
| Marcos Damásio                | PR      | 81.694    | 0,39%      | São Paulo               | São Paulo           |
| Rafael Zimbaldi               | PSB     | 80.789    | 0,39%      | Campinas                | São Paulo           |
| Paulo Fiorilo                 | PT      | 80.430    | 0,39%      | Araraquara              | São Paulo           |
| Wellington Moura              | PRB     | 80.281    | 0,38%      | Santos                  | São Paulo           |
| Dirceu Dalben                 | PR      | 79.564    | 0,38%      | Campinas                | São Paulo           |
| José Americo                  | PT      | 78.326    | 0,38%      | São Paulo               | São Paulo           |
| Ricardo Madalena              | PR      | 77.554    | 0,37%      | Santa Cruz do Rio Pardo | São Paulo           |
| Léo Oliveira                  | MDB     | 76.703    | 0,37%      | Barrinha                | São Paulo           |
| Rodrigo Moraes                | DEM     | 75.845    | 0,37%      | Itu                     | São Paulo           |
| Sebastião Santos              | PRB     | 75.280    | 0,36%      | Ribeirão Pires          | São Paulo           |
| Douglas Garcia                | PSL     | 74.351    | 0,36%      | São Paulo               | São Paulo           |
| Mauro Maurici                 | PT      | 74.254    | 0,36%      | Franco da Rocha         | São Paulo           |
| Carlão Pignatari              | PSDB    | 74.006    | 0,35%      | Votuporanga             | São Paulo           |
| Thiago Auricchio              | PR      | 73.435    | 0,35%      | São Caetano do Sul      | São Paulo           |
| Rafael Silva                  | PSB     | 71.992    | 0,35%      | Jardinópolis            | São Paulo           |
| Maria Lúcia Amary             | PSDB    | 70.793    | 0,34%      | Santos                  | São Paulo           |
| Roque Barbiere                | PTB     | 70.076    | 0,34%      | Coroados                | São Paulo           |
| Roberto Engler                | PSB     | 69.969    | 0,34%      | São Paulo               | São Paulo           |
| Marcos Zerbini                | PSDB    | 69.296    | 0,33%      | São Paulo               | São Paulo           |
| Emidio de Souza               | PT      | 65.898    | 0,32%      | Inúbia Paulista         | São Paulo           |
| Mauro Bragato                 | PSDB    | 65.475    | 0,31%      | Lins                    | São Paulo           |
| Vinícius Camarinha            | PSB     | 65.441    | 0,31%      | Marilia                 | São Paulo           |
| Leci Brandão                  | PCdoB   | 64.487    | 0,31%      | Río de Janeiro          | Río de Janeiro      |
| Márcia Lia                    | PT      | 63.751    | 0,31%      | Araraquara              | São Paulo           |
| Roberto Morais                | PPS     | 63.447    | 0,30%      | Charqueada              | São Paulo           |
| Delegada Graciela             | PR      | 63.089    | 0,30%      | Franca                  | São Paulo           |
| Dr. Jorge do Carmo            | PT      | 61.751    | 0,30%      | Anadia                  | Alagoas             |
| Ed Thomas                     | PTB     | 61.371    | 0,29%      | Santo Anastácio         | São Paulo           |
| Letícia Aguiar                | PSL     | 60.908    | 0,29%      | São José dos Campos     | São Paulo           |
| Estevam Galvão                | DEM     | 59.548    | 0,28%      | Garça                   | São Paulo           |
| Ataíde Teruel                 | PODE    | 58.136    | 0,28%      | Monte Aprazível         | São Paulo           |
| Erica Malunguinho             | PSOL    | 55.223    | 0,26%      | Recife                  | Pernambuco          |
| Valéria Bolsonaro             | PSL     | 54.519    | 0,26%      | Campinas                | São Paulo           |
| Isa Penna                     | PSOL    | 53.838    | 0,25%      | São Paulo               | São Paulo           |
| Alexandre Pereira             | SD      | 49.741    | 0,24%      | Caieiras                | São Paulo           |
| Paulo Corrêa Júnior           | PATRI   | 46.438    | 0,22%      | Santos                  | São Paulo           |
| Damaris Moura                 | PHS     | 45.103    | 0,22%      | Vitória da Conquista    | Bahía               |
| Tenente Nascimento            | PSL     | 45.050    | 0,22%      | São Paulo               | São Paulo           |
| Márcio da Farmácia            | PODE    | 44.969    | 0,22%      | Reginópolis             | São Paulo           |
| Zé Aprígio                    | PODE    | 43.320    | 0,21%      | Minador do Negrão       | Alagoas             |
| Adriana Borgo                 | PROS    | 41.953    | 0,20%      | São Paulo               | São Paulo           |
| Marina Helou                  | REDE    | 39.839    | 0,19%      | São Paulo               | São Paulo           |
| Danilo Balas                  | PSL     | 38.661    | 0,19%      | Sorocaba                | São Paulo           |
| Márcio Nakashima              | PDT     | 38.081    | 0,18%      | Guarulhos               | São Paulo           |
| Oscar Castelo Branco          | PSL     | 38.026    | 0,18%      | São Paulo               | São Paulo           |
| Sargento Neri                 | AVANTE  | 34.238    | 0,16%      | Lins                    | São Paulo           |
| Sergio Victor                 | NOVO    | 29.909    | 0,14%      | São Paulo               | São Paulo           |
| Ricardo Mellão                | NOVO    | 27.150    | 0,13%      | São Paulo               | São Paulo           |
| Adalberto Freitas             | PSL     | 26.153    | 0,13%      | Porto Alegre            | Río Grande del Sur  |
| Frederico D'Avila             | PSL     | 24.470    | 0,12%      | São Paulo               | São Paulo           |
| Tenente Coimbra               | PSL     | 24.109    | 0,12%      | Santos                  | São Paulo           |
| Coronel Nishikawa             | PSL     | 23.094    | 0,11%      | Vera Cruz               | São Paulo           |